# Покатело
Покатело (енгл. Pocatello) највећи је град и седиште округа Банок у југоисточном делу америчке савезне државе Ајдахо. Према попису из 2010, град је имао 54.255 становника, што га чини петим по величини градом у Ајдаху. Град је седиште Државног универзитета Ајдаха. У граду се налази Регионални аеродром Покатело.
Године 2007, часопис Форбс уврстио је Покатело на 20. место Листе најбољих малих места за бизнис и каријеру.

## Географија
Покатело се налази на надморској висини од 1.360 m.

## Демографија
По попису из 2010. године број становника је 54.255, што је 2.789 (5,4%) становника више него 2000. године.
|                   | 2010.           | 2000.           |
| Укупно            | 54 255 (100,0%) | 51 466 (100,0%) |
| Белци             | 47 088 (86,79%) | 46 502 (90,35%) |
| Хиспаноамериканци | 3 909 (7,205%)  | 2 544 (4,943%)  |
| Остали            | 2 351 (4,333%)  | 1 461 (2,839%)  |
| Азијати           | 850 (1,567%)    | 590 (1,146%)    |
| Афроамериканци    | 57 (0,105%)     | 369 (0,717%)    |